# Achille Urbain
Pour les articles homonymes, voir Urbain.
Achille Joseph Urbain (né le 9 mai 1884 au Havre et mort le 5 décembre 1957 à Paris) est un zoologiste français.

## Biographie
Vétérinaire de formation pasteurienne,, il fut le premier directeur du Parc zoologique de Paris, dit le « zoo de Vincennes », de 1934 à 1946. Il en fut aussi son cofondateur. Il dirigea la ménagerie du Jardin des plantes de 1936 à 1946, et fut nommé directeur du Muséum national d'histoire naturelle de 1942 à 1949. Dans le cadre de la direction du zoo de Vincennes, il fut le principal fondateur de la Société des Amis des zoos du Muséum. Il fut l'auteur de travaux sur la pathologie comparée, sur la psychologie des animaux sauvages et sur les singes anthropoïdes. Il décrivit une nouvelle espèce de bovidé asiatique, le Kouprey, à partir d'un spécimen vivant au Zoo de Vincennes, importé du Cambodge en 1937.